# Alejandro Casona

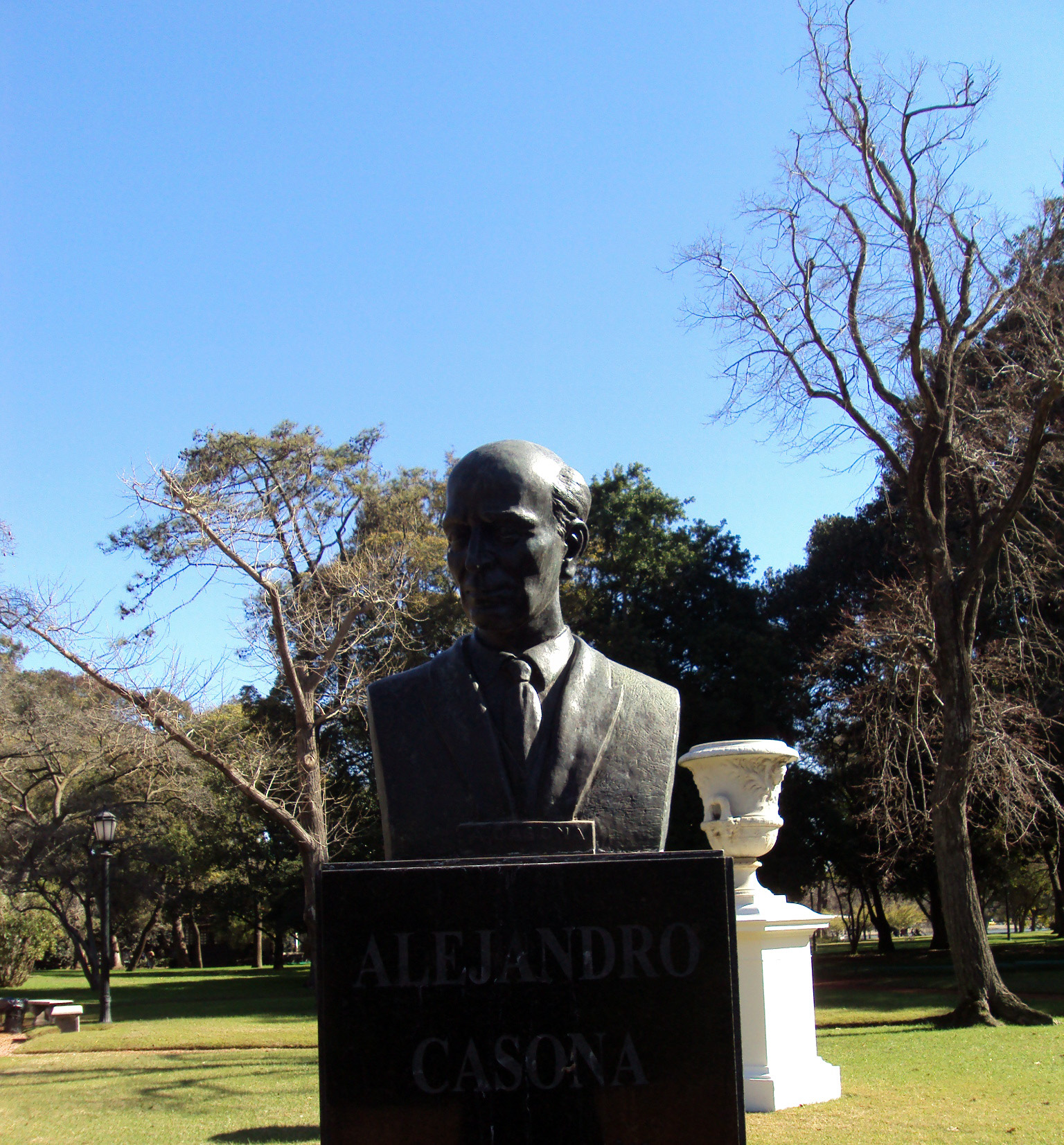
Büste Alejandro Casonas in Palermo, Argentinien

Alejandro Casona (Alejandro Rodríguez Álvarez, * 23. März 1903 in Besullo; † 17. September 1965 in Madrid) war ein spanischer Schriftsteller.
Der aus einer Lehrerfamilie stammende Casona studierte bis 1926 Philosophie und Literatur an der Escuela Superior de Magisterio und unterrichtete ab 1928 an einer Schule im Valle de Arán. 1931 ging er nach Madrid und übernahm dort die Leitung des Teatro del Pueblo, mit dem er im Rahmen der Misiones Pedagógicas mehr als 200 Aufführungen in ganz Spanien realisierte. Für die Arbeit, an der sich Künstler wie María Zambrano, Vicente Valls, und Luis Cernuda beteiligtem, erhielt er den Premio Lope de Vega. Während des Spanischen Bürgerkrieges arbeitete Casona in Frankreich, später lebte er in Argentinien.
Als Dramatiker debütierte Casona mit dem Stück El crimen de lord Arturo, das 1929 Zaragoza uraufgeführt wurde. Es folgten Stücke wie La sirena varada, das 1934 von der Theatergruppe von Margarita Xirgu und Enrique Borrás uraufgeführt wurde, La dama del alba (1944) und El caballero de las espuelas de oro, ein Drama über das Leben von Francisco de Quevedo, mit dem er sich 1964 von der Theaterbühne verabschiedete.
Neben eigenen Stücken verfasste Casona auch Bearbeitungen von Stücken William Shakespeares, Lope de Vegas und Tirso de Molinas, einen Roman und Erzählungen, Filmskripte und ein Opernlibretto, Gedichte und Stücke für Kinder. Für den Prosaband Flor de leyendas erhielt er 1932 den Premio Nacional de Literatura.

## Werke
- Bühnenwerke
  - El crimen de Lord Arturo, UA Zaragoza, 1929
  - La sirena varada, UA Madrid, 1934
  - El misterio de María Celeste, UA Valencia, 1935
  - Otra vez el diablo, UA Madrid, 1935
  - El mancebo que casó con mujer brava, UA Madrid, 1935
  - Nuestra Natacha, UA Madrid, 1936
  - Prohibido suicidarse en primavera, UA México, 1937
  - Romance en tres noches, UA Caracas, 1938
  - Sinfonía inacabada, UA Montevideo, 1940
  - Pinocho y la Infantina Blancaflor, UA Buenos Aires, 1940
  - Las tres perfectas casadas, UA Buenos Aires, 1941
  - La dama del alba, UA Buenos Aires, 1944
  - La barca sin pescador, UA Buenos Aires, 1945
  - La molinera de Arcos, UA Buenos Aires, 1947
  - Sancho Panza en la Ínsula, UA Buenos Aires, 1947
  - Los árboles mueren de pie, UA Buenos Aires, 1949
  - La llave en el desván, UA Buenos Aires, 1951
  - A Belén pastores, UA Montevideo, 1951
  - Siete gritos en el mar, UA Buenos Aires, 1952
  - La tercera palabra, UA Buenos Aires, 1953
  - Corona de amor y muerte, UA Buenos Aires, 1955
  - La casa de los siete balcones, UA Buenos Aires, 1957
  - Carta de una desconocida, UA Porto Alegre, 1957
  - Tres diamantes y una mujer, UA Buenos Aires, 1961
  - Carta de amor de una monja portuguesa, UA Buenos Aires, 1962
  - El caballero de las espuelas de oro, UA Puertollano, 1962
- Bearbeitungen
  - Marie Curie (in Zusammenarbeit mit Francisco Madrid), UA Havanna, 1940
  - El anzuelo de Fenisa nach Lope de Vega, UA Buenos Aires, 1957
  - El burlador de Sevilla nach Tirso de Molina, UA Buenos Aires, 1961
  - Peribañez nach Lope de Vega, UA Buenos Aires, 1962
  - El sueño de una noche de verano nach William Shakespeare, UA Buenos Aires, 1962
  - La Celestina nach Francisco de Rojas Zorrilla, UA Granada, 1965
  - Ricardo III nach William Shakespeare
  - Fuenteovejuna nach de Lope de Vega
  - El amor de los cuatro coroneles nach Peter Ustinov
- Prosa und Lyrik
  - La empresa del Ave María, historischer Roman, 1920
  - El peregrino de la barba florida, Gedichte, 1926
  - El diablo en la literatura y en el arte, Magisterarbeit, 1926
  - La flauta del sapo, Gedichte, 1930
  - Flor de leyendas, Prosa, 1932